# انریکو کارزینو
انریکو کارزینو (انگلیسی: Enrico Carzino; ۲۷ سپتامبر ۱۸۹۷ – ۸ فوریهٔ ۱۹۶۵) بازیکن فوتبال اهل ایتالیا بود.
از باشگاه‌هایی که در آن بازی کرده‌است می‌توان به باشگاه فوتبال جنوآ و باشگاه فوتبال سمپدوریا اشاره کرد.